# Volleybal Club Limax
Il Volleybal Club Limax è una società pallavolistica maschile olandese, con sede a Linne: milita nel campionato olandese di Eredivisie.

## Storia
Il club viene fondato nel 1966 col nome LIVOC e un anno dopo viene rinominato in LKSV Linne. Nel 2001 il club si fonde col il VC Maasbracht, che viene accorpato al suo interno, cambiando quindi denominazione nel 2019 in Volleybal Club Linne Maasbracht Combinatie. Nel 2021, nonostante non sia stato promosso sul campo, il club riceve la licenza per partecipare in Eredivisie dalla NeVoBo, esordendo quindi nella massima divisione nazionale nella stagione 2021-22. Nel settembre 2022 il club cambia nuovamente denominazione in Volleybal Club Limax.

## Rosa 2024-2025
| N° | Nome                  | Ruolo | Data di nascita   | Nazionalità sportiva |
| -- | --------------------- | ----- | ----------------- | -------------------- |
| 2  | Brian Melgarejo       | S     | 28 marzo 1995     | Argentina            |
| 3  | Joris Berkhout        | P     | 2 ottobre 1999    | Paesi Bassi          |
| 4  | Remco van den Elshout | C     | 26 ottobre 2003   | Paesi Bassi          |
| 5  | Yvo Lunsing           | O     | 8 maggio 2003     | Paesi Bassi          |
| 6  | Luuk Hofhuis          | C     | 28 settembre 2001 | Paesi Bassi          |
| 7  | Jackson Gilbert       | S     | 1º maggio 1998    | Stati Uniti          |
| 8  | Kian Macnack          | O     | 26 gennaio 2003   | Paesi Bassi          |
| 9  | Alex Meijs            | S     | 25 marzo 1999     | Paesi Bassi          |
| 11 | Jaro Herinx           | C     | 6 ottobre 2003    | Paesi Bassi          |
| 14 | Thijs Ipema           | L     | 14 luglio 2000    | Paesi Bassi          |
| 15 | Koen Scholten         | C     | 2 luglio 2000     | Paesi Bassi          |
| 17 | Ferdy van Dijk        | S     | 17 luglio 2001    | Paesi Bassi          |
| 18 | Markus Held           | P     | 19 agosto 2000    | Paesi Bassi          |

## Denominazioni precedenti
- 1966-1967: LIVOC
- 1967-2019: LKSV Linne
- 2019-2022: Volleybal Club Linne Maasbracht Combinatie